# Azrael (banda)
Azrael en una banda española de heavy metal formada en septiembre del año 1991 en la ciudad de Granada, esta banda es considerada una de las mejores e influyentes bandas españolas, la cual se ha dado a conocer hacia fuera de las fronteras de su país. Su primer trabajo fue, «Azrael '93», el cual trajo consigo las primeras críticas positivas para la banda.

## Biografía
Se formó bajo este nombre en septiembre de 1991, empezaron tocando por el circuito local Andaluz, afianzando su posición hasta participar en festivales de la comarca y como teloneros de otros grupos de renombre de la provincia de Granada. Su primera maqueta, «Azrael '93», trajo consigo las primeras críticas positivas la formación que se mantendría estable hasta 2002. Poco después, lanzaron «Peor Que Animales», su segunda maqueta, que empezó a oírse en la escena metalera española y muy buena aceptación de los medios de prensa nacionales.Tras esto comienzan a labrar sus trabajos en la emisión de discos propiamente dichos, comenzando con “Nada por nadie” (1996), Futuro (1998), Mafia (2000), IV Dimensión (2001), Libre (2007), Metal Arena (2010) y  Código Infinito (2015), siguiendo una constante evolución en el sonido, pero manteniendo sus toques personales que les hacen inconfundibles. Actualmente se encuentran en plena promoción de su último disco, Código Infinito, lo que les lleva a rodar por toda la geografía española.

## Cronología

### Nada por nadie
En su primero disco llevó a la banda a actuar en uno de los festivales más importantes de España como es el Espárrago Rock (Festival Internacional), el Piorno Rock.

### Futuro
Su segundo álbum fue distribuido por el sello discográfico Locomotive Music. A finales de 1999 firman y editan su primera obra para este sello Transilvania 666, tributo español a Iron Maiden con una versión de “The evil that men do”. Este disco es grabado en los Estudios Box de Madrid, bajo la producción de Goyo Esteban.

### Mafia
Su tercer álbum es muy bien recibido por los medios y comienzan una extensa gira en 2000. El hito más importante de la misma es su participación en el festival internacional de Heavy Metal celebrado en España, Rock Machina 2000 junto a grupos como Vision Divine, Running Wild, Tierra Santa, Lujuria, Labyrinth, Koma, Easy Ryder, Edguy, Metalium, Mägo De Oz, Virgin Steele. Se edita y lanza al mercado un CD recopilatorio con todas las bandas que actuaron en el festival los días 8 y 9 de julio, AZRAEL aparece con el tema “Tarde ya”.. Además, la cadena de tiendas TIPO, como celebración de sus 9 años apoyando la música independiente española, edita un disco que recoge una muestra de los 100 grupos más significativos en un quíntuple CD llamado Los 100 De TIPO. Aparecen en el volumen I con la canción “Mafia” junto a otros artistas como Mägo De Oz, Lujuria, Hamlet, Saratoga, Tierra Santa, Los Suaves, Ángeles del Infierno, Muro, entre otros "ESTACIÓN 1" (Locomotive-1998) Recopilatorio del sello Locomotive en el que incluimos el tema "Entre la espada y la pared" del álbum Futuro. También aparecen: Mago de Oz, Yngwie Malmstein & Carmine Appice, Lujuria, Transfer, Benito Kamelas, Pesadilla electrónica, Corazones negros, Justicia, Arkada, Morgana Vs. Morgana, La fábrica de la luz, Furious planet, Guillotina, UHF, Delegación malva y Total death. Participan en el disco Larga Vida Al... Volumen Brutal, tributo a Barón Rojo interpretando “Resistiré”.
Tributo a Iron Maiden "TRANSILVANIA 666" con el tema "The evil that men do" se dan a conocer la banda por Europa, Japón y EU. Esto hace que el grupo halla compartido escenario con grupos como: Saxon, Mercyful Fate, Megadeth, Barón Rojo, Obus, Avalanch, Warcry, Mago de Oz, etc. En sus dos primeros álbumes se alternaban las canciones en inglés y español, pero a partir de su tercer álbum, Mafia los temas fueron íntegramente en español. La discográfica editó una edición en inglés de este álbum. Sus discos han sido exportados a más de 56 países, en tiendas especializadas en el género del Heavy metal.

### Dimensión IV
Tras la grabación de su cuarto disco, fue uno de los discos mejor producidos en la escena del metal español, así lo reconocieron la mayoría de los críticos de España. Fue una ambiciosa producción con un visible cambio en el logo del grupo, además de una cuidada presentación y portada. Fue uno de los discos más vendidos de la banda, superando más de las 12.000 copias reflejadas en la Sociedad General de Autores. Por un gran problema con el sello discográfico en su primer mes de promoción, el grupo se vio obligado a su separación en el 2001, volviendo a unirse en el año 2006 con la formación original ya que toda la banda obtenían la carta de libertad, una de las razones de su álbum Libre.La banda realizó una pequeña gira en su regreso a los escenarios por diversas ciudades del panorama nacional. Comenzaron a preparar su nuevo álbum y su cantante Manuel Moral, por motivos personales ajenos a la banda decide abandonar AZRAEL. Finalmente, tras varios cástines, en 2006 fue elegido para ocupar su lugar Miguel Carneiro, joven cantante sevillano, procedente de grupos como Hybernia y La Dama de Hierro. En ese mismo año aparece un recopilatorio, Lo mejor de Azrael editado por Locomotive Music.

### Libre
AZRAEL RECORDS lanza el 5º trabajo del grupo, siendo su propia discográfica con la que grabaron su último disco hasta el momento, titulado Libre, que apareciera en marzo de 2007 con nuevos sonidos y un estilo algo cambiado. La banda en este disco, vuelven más hacia el Hard Rock, estilo que siempre ha utilizado en sus anteriores álbumes. Esta vez la banda lo ha hecho de una manera más directa, como es el tema “Tan solo libre”, este trabajo ha aportado muy buen sonido y sobre todo grandes canciones como “Todo/Nada”, “Acción”, “El fugitivo”, AZRAEL de un modo más independiente pero regresa por lo más alto actuando en varios festivales de gran importancia como es el Festival Leyendas del Rock (2007). Sin duda que la han considerado como una buena banda ha trascendido hacia fuera de las fronteras españolas y han sido muchos los medios de comunicación extranjeros los que se han interesado por su música.

### Metal Arena
Metal Arena es el 6º álbum de los granadinos que dan a la luz su trabajo en septiembre del 2010.
Musicalmente, la banda esta con un trabajo que poco tiene que ver con Libre y sí con obras anteriores. Podría ser una perfecta continuación de Mafia, sin llegar a ese punto que alcanzaron con Dimensión IV en el que los teclados jugaron una base fundamental pese a que la banda ya cuenta con un teclista, Javier Saavedra. El álbum Metal Arena se reencuentra con el pasado más "power" de la banda con el tema a destacar como es “Para bien o Para mal”. Su penúltimo disco, Libre era en general más de tipo hardrock en la mayoría de sus canciones. Vuelven a los escenarios girando con Metal Arena por todo el país, participando en grandes festivales como, el Festival Leyendas del Rock (Murcia), destacar la presencia en el 2010 del nuevo vocalista Marc Riera y Javier Saavedra a los teclados. Dicho a este paso, la banda esta ante un nuevo renacer, en el que comienza su gira en Leyendas del rock 2011 en Beniel (Murcia) con un lleno absoluto abriendo el cartel.

### Código Infinito
Código Infinito (2014). Séptimo y último trabajo de Azrael, con un estilo más progresivo que los dos últimos trabajos, incluyendo canciones como Al Amanecer, Castigo o Más Allá del Cielo

### Discografía
- 1996 - Nada Por Nadie
- 1998 - Futuro
- 2000 - Mafia
- 2002 - Dimension IV
- 2007 - Libre
- 2010 - Metal Arena
- 2014 - Código Infinito
- 2017 - XXV
- 2019 - Azrael
- 2025 - Aquelarre

#### AZRAEL ha compartido escenario con

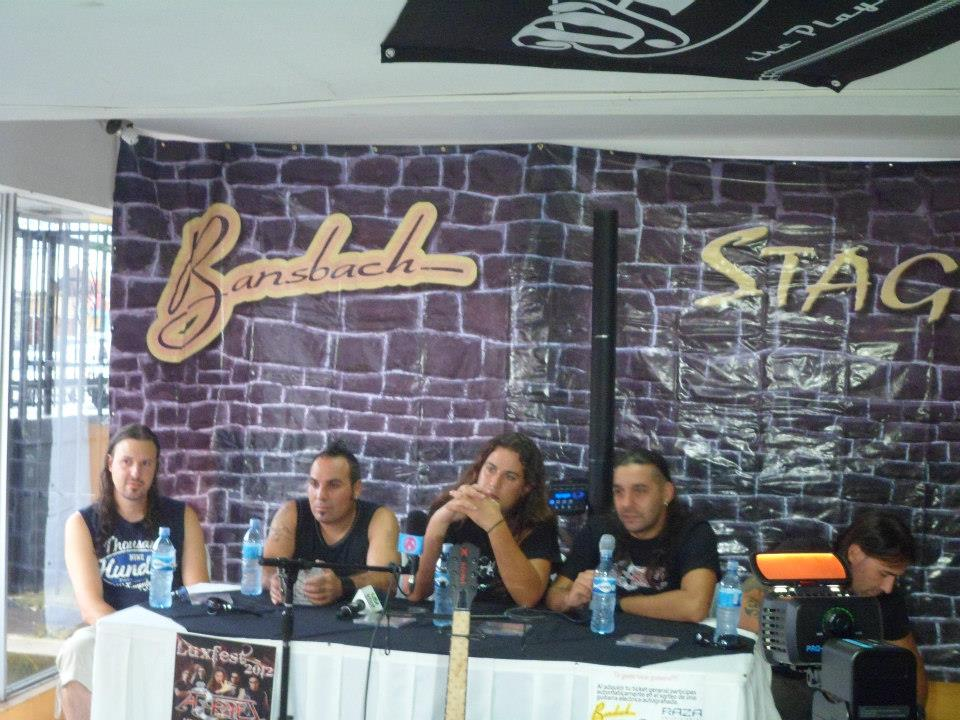
AZRAEL visita en su mes de gira por Centroamérica pasando por Nicaragua, Honduras, El Salvador y México con más de 12 fechas en ciudades como México DF, Sonora, entre otros.

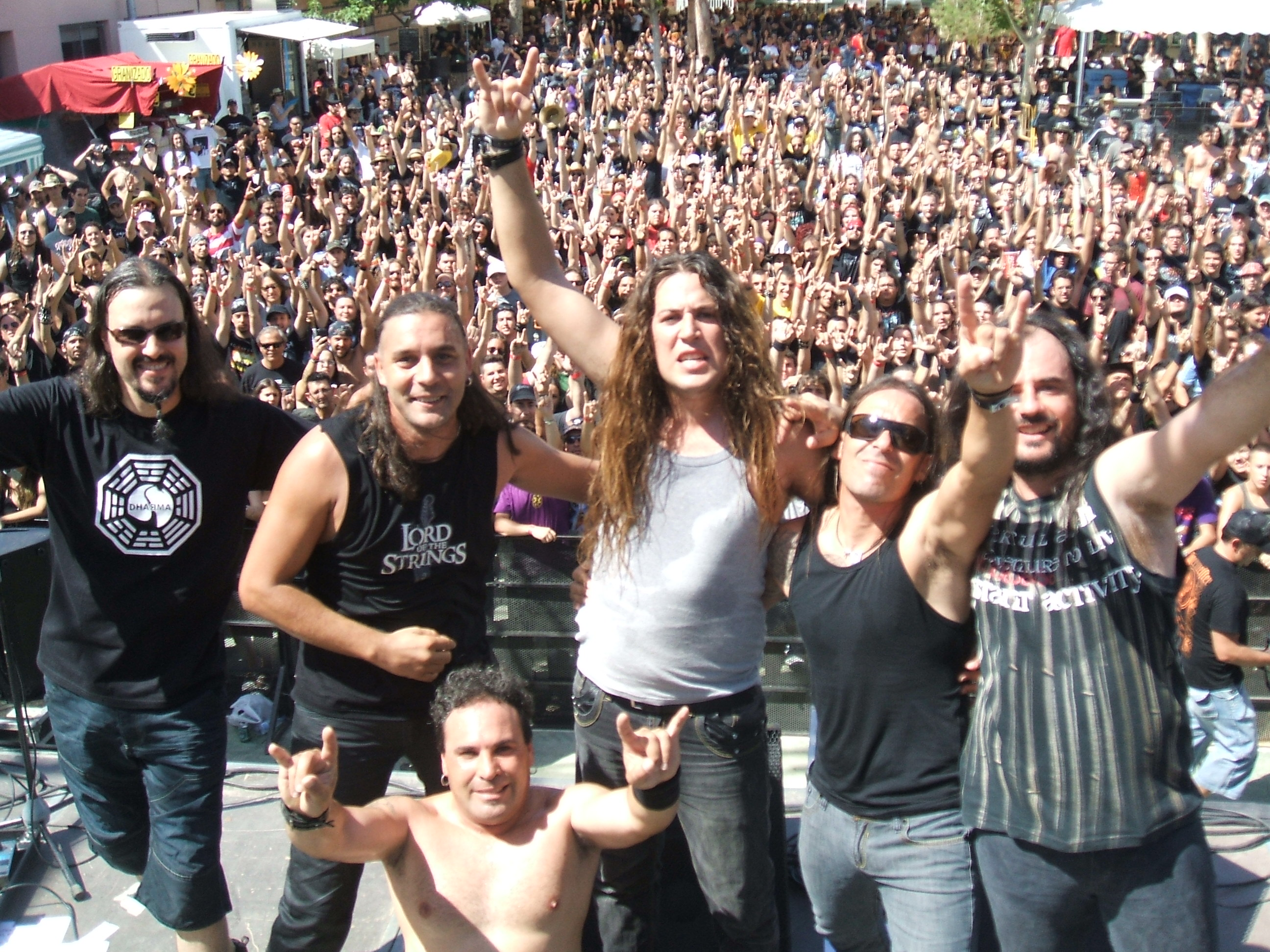
Azrael en Leyendas del Rock, en el 2011.

- Saxon, (banda británica de Heavy metal.)
- Mercyful Fate (banda danesa de heavy metal).
- Metalium, (banda alemana de Power metal.)
- Mägo De Oz, (banda española de Folk metal.)
- Virgin Steele, banda neoyorquina de heavy metal)
- Warcry, (banda española de heavy metal )
- Avalanch, (banda española de Metal progresivo)
- Canker.
- Arthemis, (banda italiana de Trash metal)
- Muro, (banda española de heavy metal)
- Saratoga, (banda española de Heavy y Power metal)
- Obús, (banda española de Heavy metal)
- Épica, banda holandesa de metal sinfinico
- W.a.s.p.
- Skyclad.
- U.f.o.
- Tokyoblade.
- Ángeles del infierno.
- Los Suaves.
- Exodus.
- Kreator.
- Jorn.
- Paul Di´anno
- Blaze Bayley.
- Barón rojo.
- Miguel Ríos.
- Vision Divine.
- Running Wild.
- Tierra Santa.
- Lujuria.
- Labyrinth.
- Koma.
- Easy Ryder.

## Miembros
- Marc Riera - vocalista.
- Mario Gutiérrez - guitarrista.
- Enrique Rosales - guitarrista.
- J. M. Salas - bajista.
- Manuel Arquellada "Maolo" - baterista.
- Javi Saavedra - Teclista.

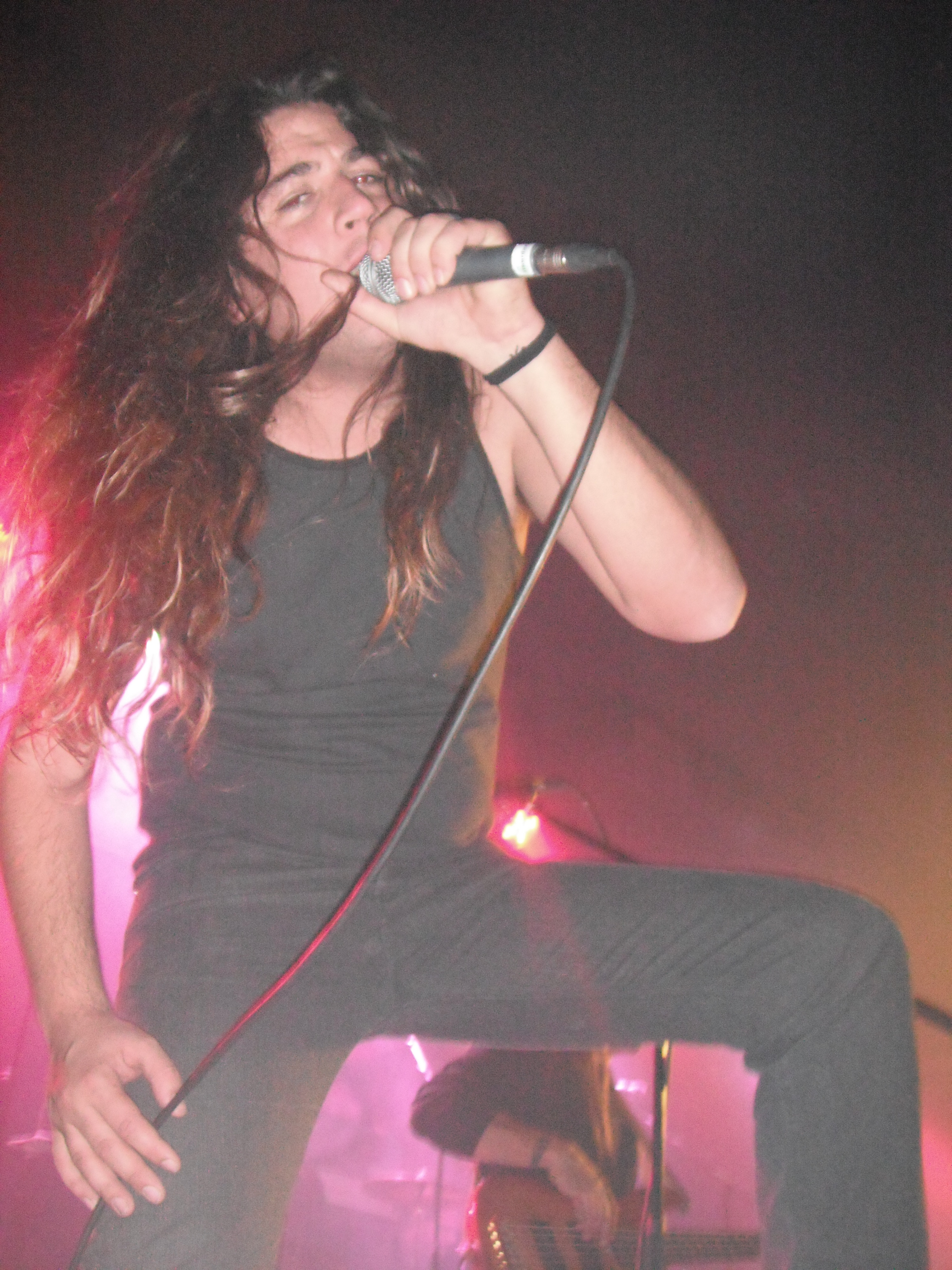
Marc Riera voz
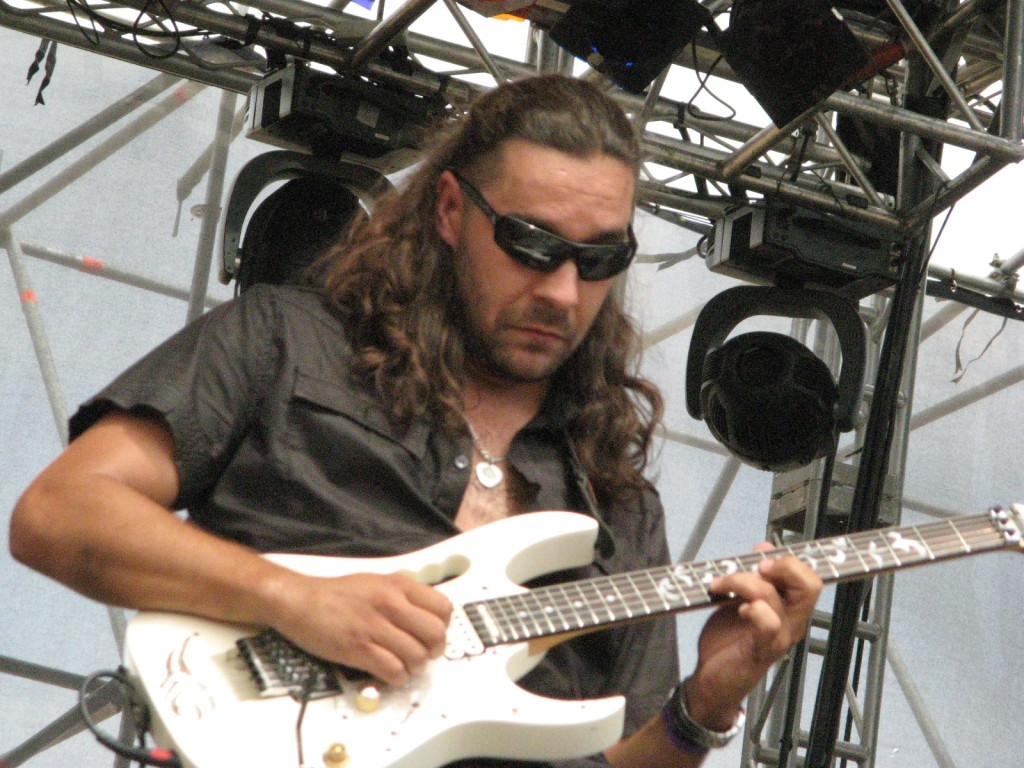
Mario Gutiérrez guitarra
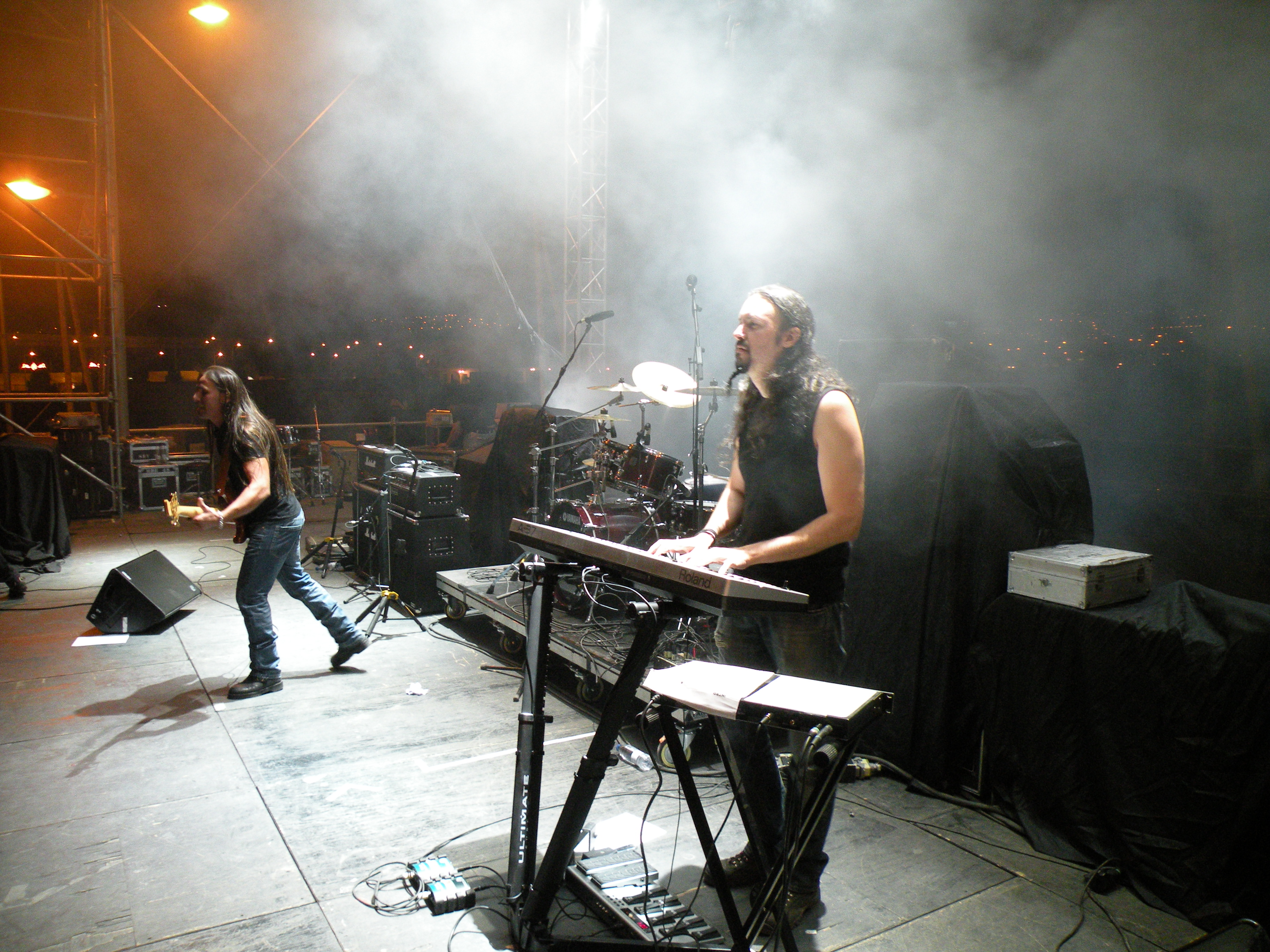
Javi Saavedra Teclado
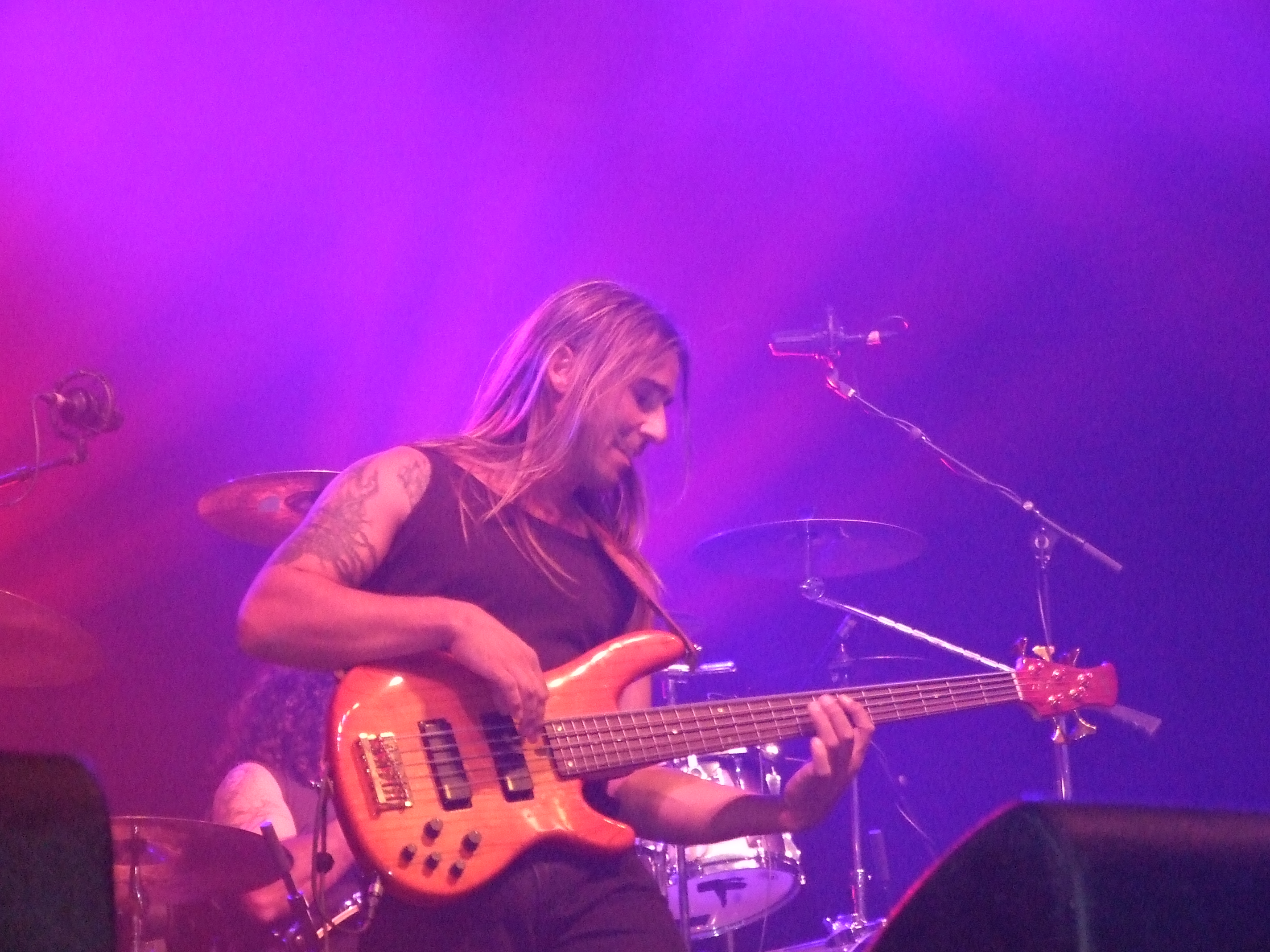
J.M Salas bajo
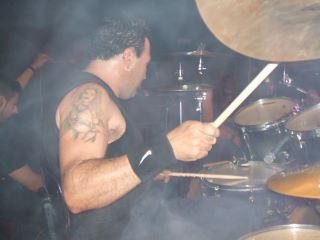
Manuel Arquellada batería
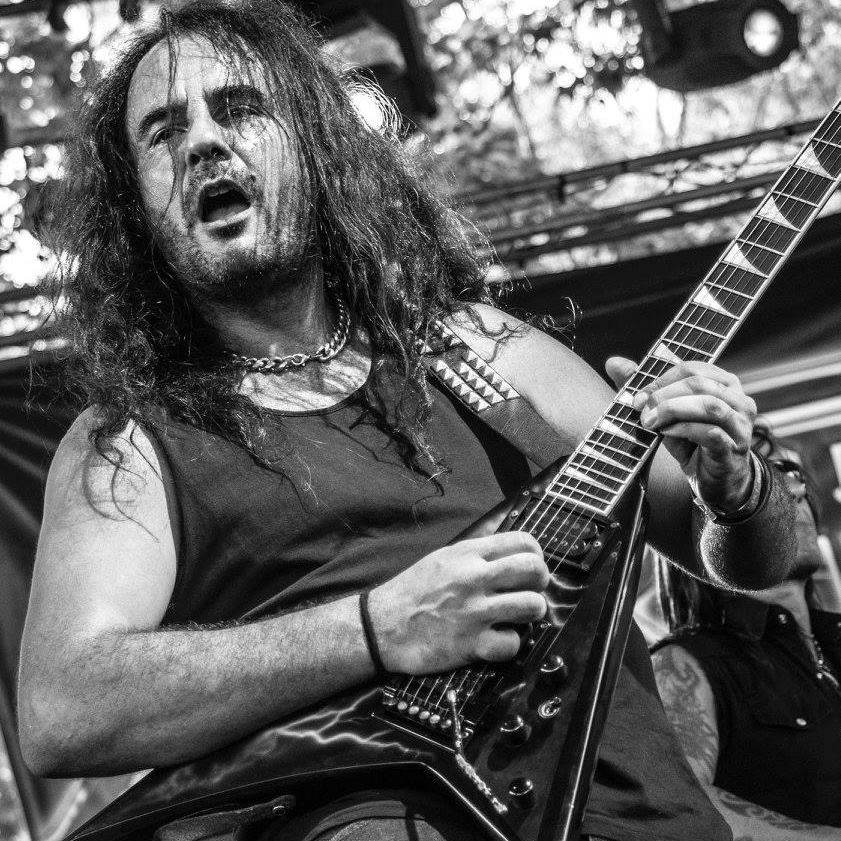
Enrique Rosales

### Antiguos miembros
- Manuel Moral (cantante)

- Manuel Sánchez López (batería)